# Ouzbékistan aux Jeux olympiques de la jeunesse d'hiver de 2012
L'Ouzbékistan a participé aux Jeux olympiques de la jeunesse d'hiver de 2012 à Innsbruck en Autriche du 13 au 22 janvier 2012. L'équipe ouzbèque était composée d'un athlète en ski alpin.

## Résultats

### Ski alpin
L'Ouzbékistan a qualifié 1 athlète.
Hommes
| Athlète             | Épreuve      | Finale          | Finale          | Finale          | Finale          |
| Athlète             | Épreuve      | Manche 1        | Manche 2        | Total           | Rang            |
| ------------------- | ------------ | --------------- | --------------- | --------------- | --------------- |
| Arkadiy Semenchenko | Slalom       | 54 s 44         | 49 s 94         | 1 min 44 s 38   | 31              |
| Arkadiy Semenchenko | Slalom géant | N'a pas terminé | N'a pas terminé | N'a pas terminé | N'a pas terminé |
| Arkadiy Semenchenko | Super-G      |                 |                 | 1 min 17 s 50   | 40              |
| Arkadiy Semenchenko | Combiné      | 1 min 14 s 30   | N'a pas terminé | N'a pas terminé | N'a pas terminé |